# Unni Larsen
Unni Larsen (23 de março de 1959) é uma ex-ciclista norueguesa. Representou a Noruega nos Jogos Olímpicos de Verão de 1984, e novamente em 1988, competindo na prova de estrada (individual), terminando na 4ª e 20ª posição, respectivamente.